# Cromartie Sutherland-Leveson-Gower, 4. Duke of Sutherland
Cromartie Sutherland-Leveson-Gower, 4. Duke of Sutherland, KG (* 20. Juli 1851 in London; † 27. Juni 1913 in Dunrobin Castle) war ein britischer Peer und daher Mitglied des House of Lords.

## Hintergrund
Sutherland war der zweitgeborene Sohn von George Sutherland-Leveson-Gower, 3. Duke of Sutherland und Anne Hay-Mackenzie, Countess of Cromartie (1829–1888). Er ging aufs Eton College.
Bis zum Tod seines älteren Bruders George 1858 führte er das Höflichkeitsprädikat Lord, danach führte er als Heir Apparent von 1858 bis 1861 den Höflichkeitstitel Earl Gower und von 1861 bis 1892 den Höflichkeitstitel Marquess of Stafford.

## Militärkarriere
1870 trat Sutherland als Cornet und Sub-Lieutenant der 2nd Life Guards in die British Army ein. 1875 wurde er im Rang eines Lieutenant in den Ruhestand versetzt. Er wurde 1876 Captain bei der Staffordshire Yeomanry und war dort von 1891 bis 1898 Lieutenant-Colonel. Er war von 1882 bis 1891 auch Lieutenant-Colonel der Sutherland Rifles, einem Freiwilligen-Regiment. Ab 1911 war er bis zu seinem Tod Ehren-Colonel des Territorial Force Battalions der Seaforth Highlanders.
Er war außerdem President der Staffordshire Territorial Forces Association seit der Gründung der Territorial Force im Jahr 1908.

## Politische Karriere
Sutherlands politische Aktivitäten fokussierten sich auf das House of Lords, dem er auf den Bänken der Conservative Party angehörte, nachdem er die Titel seines Vaters geerbt hatte. Er war von 1895 bis 1896 auch Mayor von Longton bei Stoke-on-Trent in Staffordshire und war ab 1898 dort Alderman.

## Auszeichnungen
Er wurde 1902 Knight Companion des Hosenbandordens.

## Sport
Er war vorübergehend Master of Foxhounds bei der North Staffordshire Hunt.

## Besitz
Im Jahr 1900 besaß der Duke of Sutherland etwa 550.000 Hektar (1.358.000 Acres) Land und die mit einer Dampfmaschine angetriebene Yacht Catania, die er auch an superreiche Zeitgenossen vercharterte. 
Wie sein Vater verfügte der 4. Duke über eine private Lokomotive. Die 1895 von ihm beschaffte Dunrobin ersetzte die ältere, gleichnamige Lokomotive seines Vaters. Sie besaß ein besonders großes Führerhaus mit einer breiten Sitzbank, um Platz für den Duke und seine Gäste zu bieten; zu diesen zählte unter anderen König Edward VII. bei einer Fahrt über die Dornoch Light Railway, deren Direktor der Duke war. Der Duke besaß das von ihm regelmäßig mehrmals pro Jahr wahrgenommene Recht, mit der Dunrobin und seinen beiden privaten Salonwagen auf der Far North Line zwischen Dunrobin Castle und dem Bahnhof Inverness fahren zu dürfen.

## Familie
Cromartie Sutherland-Leveson-Gower heiratete am 20. Oktober 1884 Millicent Sutherland-Leveson-Gower, Duchess of Sutherland, eine Tochter von Robert St Clair-Erskine, 4. Earl of Rosslyn und hatte mit ihr vier Kinder:
- Lady Victoria Elizabeth Sutherland-Leveson-Gower (1885–1888);
- George Granville Sutherland-Leveson-Gower, 5. Duke of Sutherland (1888–1963);
- Lord Alastair St. Clair Sutherland-Leveson-Gower (1890–1921) ⚭ Elizabeth Demarest, deren Tochter war Elizabeth Sutherland-Leveson-Gower, 24. Countess of Sutherland;
- Lady Rosemary Millicent Sutherland-Leveson-Gower (1893–1930) ⚭ William Ward, 3. Earl of Dudley. Vor ihrer Heirat war sie die Geliebte von Edward, Prince of Wales. Sie starb bei einem Flugzeugabsturz mit Frederick Hamilton-Temple-Blackwood, 3. Marquess of Dufferin and Ava.[8]

Der Duke starb am 27. Juni 1913, im Alter von 61 Jahren in Dunrobin Castle, Sutherlandshire und wurde dort beigesetzt.